# Łuńsa
Łuńsa (502 m) – wzniesienie w Paśmie Szpilówki na Pogórzu Wiśnickim. Znajduje się pomiędzy Piekarską Górą (515 m) a Szpilówką (516 m). Przez szczyty te przebiega dział wodny pomiędzy zlewniami Uszwicy i Dunajca, a także granica Wiśnicko-Lipnickiego Parku Krajobrazowego. Z północnych stoków Łuńsy (znajdujących się na obszarze Wiśnicko-Lipnickiego Parku Krajobrazowego) spływa Piekarski Potok uchodzący do Uszwicy, dnem doliny u podnóży stoków południowych płynie Bela uchodząca do Łososiny (zlewnia Dunajca).
Łuńsa to niewybitne, całkowicie porośnięte lasem wzniesienie o długim, równoleżnikowym grzbiecie. Biegnie nim szlak turystyczny i ścieżka dydaktyczna.

## Szlaki turystyczne
– z Rajbrotu przez Dominiczną Górę (468 m), Piekarską Górę (515 m), Łuńsę, Szpilówkę, Bukowiec i Machulec do Czchowa.